# Loranthus tanakae
Loranthus tanakae là một loài thực vật có hoa trong họ Loranthaceae. Loài này được Franch. & Sav. mô tả khoa học đầu tiên năm 1876.